# 丘弘
丘弘，字寬叔，福建上杭人，明朝官吏、進士出身。

## 生平
天順八年（1464年）甲申科進士，授戶科給事中，屢次陳述進言。成化六年，請求賑災山東、河南，得到批准。當時，萬貴妃受寵，中官梁芳、陳喜爭進淫巧，并貪污財物，一時朝廷風氣侈靡。邱弘與同官疏論中官罪，并請停禁侈俗，憲宗不批准，僅命令僭侈者罪無赦，甚至此道命令也沒有什麼大的成效。次年出使琉球，卒於途中。